# Diguetia andersoni
Diguetia andersoni är en spindelart som beskrevs av Willis J. Gertsch 1958. Diguetia andersoni ingår i släktet Diguetia och familjen Diguetidae. Inga underarter finns listade i Catalogue of Life.